# Drum național 2K
Der Drum național 2K (rumänisch für „Nationalstraße 2K“, kurz DN2K) ist eine Hauptstraße in Rumänien.

## Verlauf
Die Straße zweigt in Solca vom Drum național 2E nach Nordosten ab. Sie führt am Kloster Arbore vorbei nach Milișăuți (Milleschoutz), wo sie auf den Drum național 2H trifft und an diesem endet.
Die Länge der Straße beträgt knapp 17 km.